# Kanó festőiskola

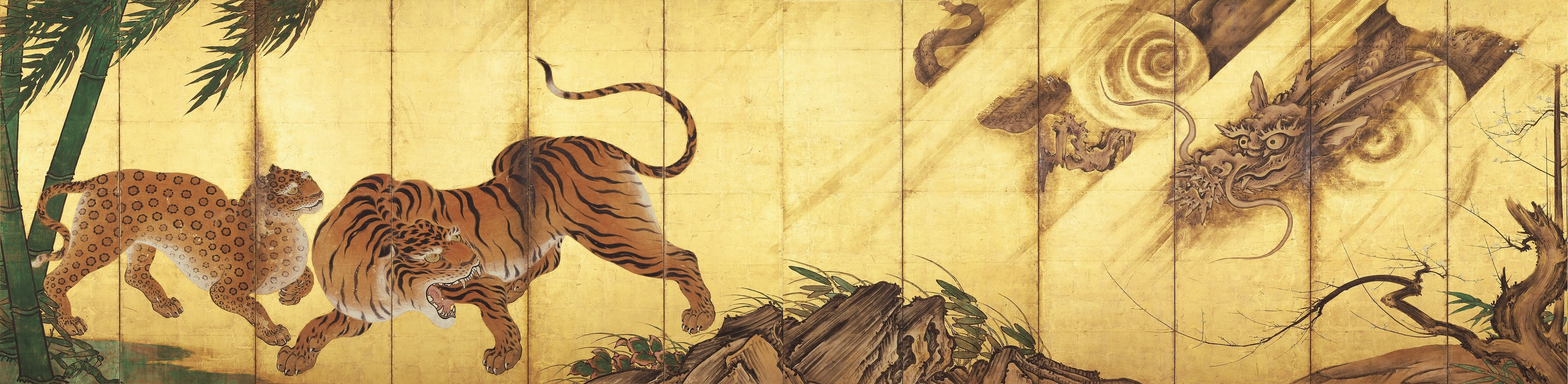
Kano Sanraku

A Kanó festőiskola (狩野派 Kanō-ha), az egyik leghíresebb festőiskola a Japán festészet történelmében. Az iskola a 15. században alakult, a Tokugava sógunátus alatt virágzott és a Meidzsi-korban ért véget a 19. században. Több évszázadig dominálta a japán festészetet. Hét generáción keresztül több, mint 200 évig a vezető japán festők ebből a családból kerültek ki. De nem minden festő tartozott közvetlenül, vér szerint a családhoz. Voltak, akik beházasodtak a családba és voltak, akiket a családot és az iskolát éppen vezető személy adoptált. Az iskola festői a szamuráj rétegből kerültek ki. A kanó iskola kifejezetten az előkelő arisztokrácia kiváltsága volt, mert az iskola egyik jellegzetes stílusa az aranylap berakásokkal díszített háttér volt. Főképp paravánokra és tolóajtókra festettek. Legfőbb támogatójuk pedig a Tokugava sógunátus volt.

## Története
A kanó név az Izu tartományban található faluból származik. Itt élt a Kanó család generációkon keresztül. Az első művészi képességekkel rendelkező tagja a családnak Kagenobu volt, aki 1435 körül Kiotóba ment, hogy Ashikaga Joshinori sógun szolgálatába álljon. Látszólag ő egy amatőr festő volt, de ő volt az első, aki a sógunátuhoz csatlakozott, ezzel megalapozva az erős köteléket a kanó iskola és a legfőbb támogatójuk között, ami egészen a 19. századig fennmaradt. Kagenobu fia Maszanobu volt az első, aki a család igazi művészi hírnevét szerezte. Maszanobu fiától Motonobutól kezdve egészen a 19. századig a kanó iskola vezető szerepet játszott a japán művészetben. Mivel a technika ilyen sokáig tartott, rengeteg változáson ment keresztül és a téma szerint is változott, ezért nehéz meghatározni. De ennek ellenére van egy meghatározó jellegzetessége. Nem számít, mikor és mit festett a festő, az ecsetet függőleges szögben állította az anyaghoz, amin festett és ez pedig egyfajta egyenességet és erősséget adott a vonalaknak, amit húztak.
Az 1603-ban megalakuló Tokugava sógunátus előtt az Aucsi-Mamojama polgárháborújában sok vár sérült meg, amiket a béke időszakban a daimjók újra akartak építettni, a Kanó festőiskola pedig az arany háttéren lévő erős színekkel felkeltette a befolyásos emberek érdeklődését és főképp nagy paravánokra (bjóbu) és tólóajtókra (fuszuma) készítettek képeket.
A Kanó iskola számos műhelyből állt, ahol számtalan művész, azon dolgozott, hogy a megrendelőket kiszolgálja szinte minden gazdag osztályból, beleértve a szamurájokat, arisztokratákat, Buddhista papokat, Sintó szentélyeket és az egyre gazdagabb kereskedőket.  Miközben a készítési titkaikat jól őrizték, részben a családi kötelékekre és a tanítványi kapcsolatokra támaszkodva, a Kanó iskola népszerűsége és kiemelkedése számtalan mellékág megalakulásához vezetett sok városban. A Kanó iskola stílusát mégjobban terjesztették, azok a művészek, akik a kanó iskola festői alatt tanultak, de hivatalosan nem volt kapcsolatuk a családi műhelyekkel, és azok a rivális festők, akik megpróbálták imitálni a stílusukat.

## Fontosabb tagjai

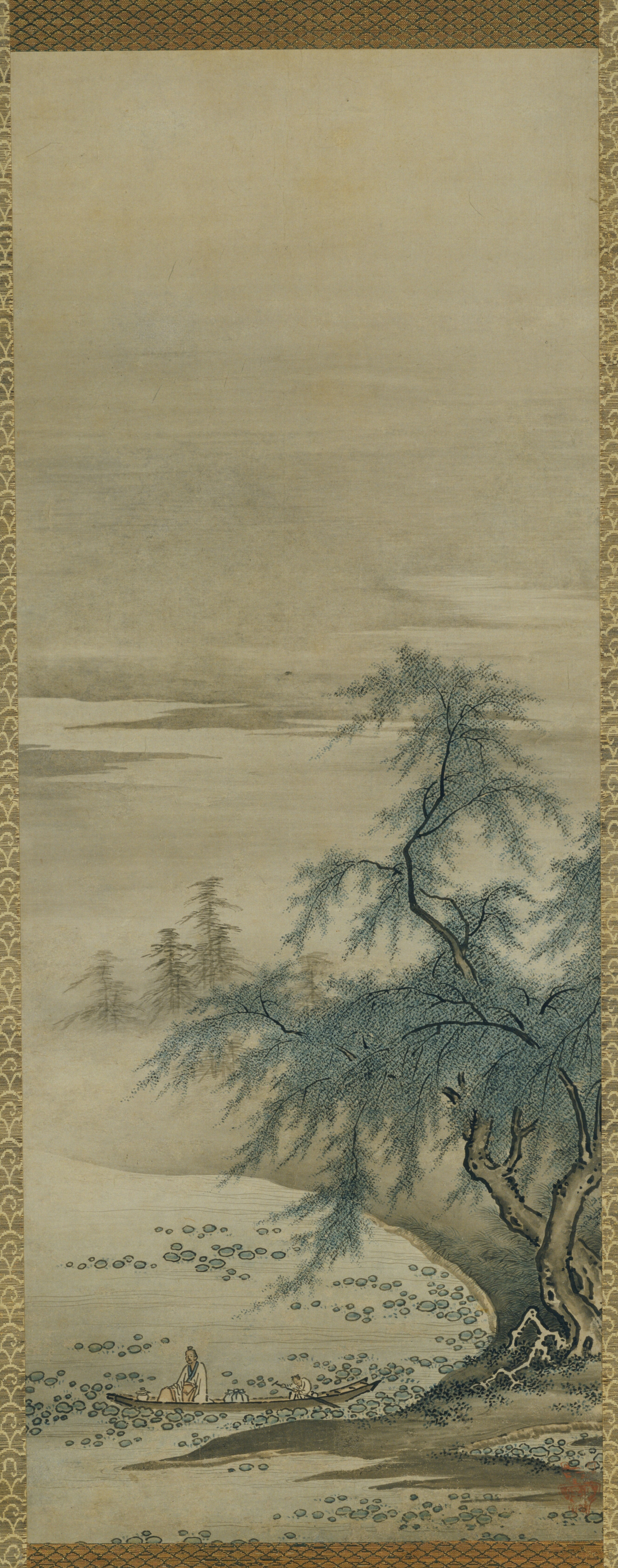
Kano Maszanobu

Az iskolát Kanó Maszanobu (1434–1530) hozta létre Kiotóban, aki Kagenobu fia volt, egy szamuráj és amatőr festő. Habár ő maga nem volt zen buddhista, szoros kapcsolatban állt a befolyásos zen templomokkal és befogadta a kínai festőstílust, amit ők kedveltek. A kínai filozófiával és gyakorlattal együtt átvett kínai stílusú festményt az ecsetkezelés, a festék túlsúlya, a pigmentek kevés vagy hiánya, valamint a kínai tantárgyak, különösen a zen patriarchák és a tájképek jellemezték. Előnyt véve a szoros kapcsolatból a zen templomokkal és az Ashikaga sógunokkal, akik vallási és kulturális tanácsokkal tekintettek a templomokra, Masanobu és követői biztosították és fenntartották a nap katonai uralkodóinak rendkívül jövedelmező előnyét.
Masanobu tanította a fiát Kanó Motonobut (1476–1559). Motonobu-hoz kötik általában az iskola jellegzetes technikáját és a különböző stílusokat, amik erősebb vonalakat és körvonalakat hoztak a festészetbe. Motonobu tanulmányozta a Szung-kori kínai festőket is.

Kano Eitoku

A Mamojama-kor első felének festészeti stílusát Kanó Eitoku (1543–1590) alakította ki. Kanó Motonobu unokája és az Ashikaga sógunátus hivatalos festője volt. Már fiatalon észrevették a művészi tehetségét és Motonobu vezetése alatt, továbbfejlesztette a nagyapja stílusát, amire a kínai művészet nagy hatással volt. Eitoku stílusa illeszkedett a korabeli feudális nagyurak ízléséhez és reprezentációs igényeihez. Már fiatalon számos megbízást kapott. 1564-ben a Hosokawa család megbízására készített el egy paravánpárt, ami a várost és környékét ábrázolta. Már ebben a korai munkájában megmutatkozott egyéni stílusa, szabadabb ecsetkezeléssel párosította a korábbi stiláris és kompozíciós elemeket.  Az ő hozzájárulása a kanó repertoárához, az úgynevezett monumentális stílus volt, ami a gyors ecsetkezelést, a kihangsúlyozott előteret és a képi térhez képest nagy motívumokat jelentette.
Tájképeket, madár-virág képeket és kínai mintákat követő kompozíciókat festett. Főként a Buddhista és konfuciánus témákat kedvelte. Ő készítette az Azucsi-várkastély számára a tolóajtókat és paravánképeket. 2 híresebb műve a „szilvafák” tolóajtó kép, ami Kiotóban a Daitokudzsiban található, illetve a Kínai oroszlánok paravánképe.
Kanō Sanraku (狩野 山楽, 1559 – 1635 Szeptember 30), úgy is ismert, mint Kimura Heizō (Ez a születési neve) vagy Shúri, Mitsujori és Sanraku.
Sanraku Tojotomi Hidejoshi „Japán második egyesítője” szolgálatában dolgozott. Tehetsége odáig vezetett Hidejoshi szolgálata alatt, hogy Hidejoshi bemutatta az akkor még fiatal Sanraku-t a híres kanó művésznek, aki ekkor az iskola vezetője is volt, Kanó Eitokunak. Eitokut, annyira lenyűgözték a fiatal fiú képességei, hogy adoptálta a családba, és így hivatalosan is a kanó család tagja lett. Eredetileg a neve Kanó Mitsuyori volt, de később nevet változtatott, hogy elkerülje a politikai üldöztetést Tojotomi bukása után. Ő edzette Kanó Sansetsut és sokat is dolgozott mellette. Sanraku a lányát Sansetsunak adta feleségül. Majd Sanraku legidősebb fiának halála után adoptálta Sansetsut, hogy az örökösévé tegye. Eitoku halála után 1590-ben ő lett a kanó iskola vezetője.
Sanraku folytatta a mentora (Eitoku) drámai stílusát és nagy méretű, vastag vonalú, díszítő mintákat, sodró vonalakat és ragyogó színeket festett az arannyal berakott háttérre.

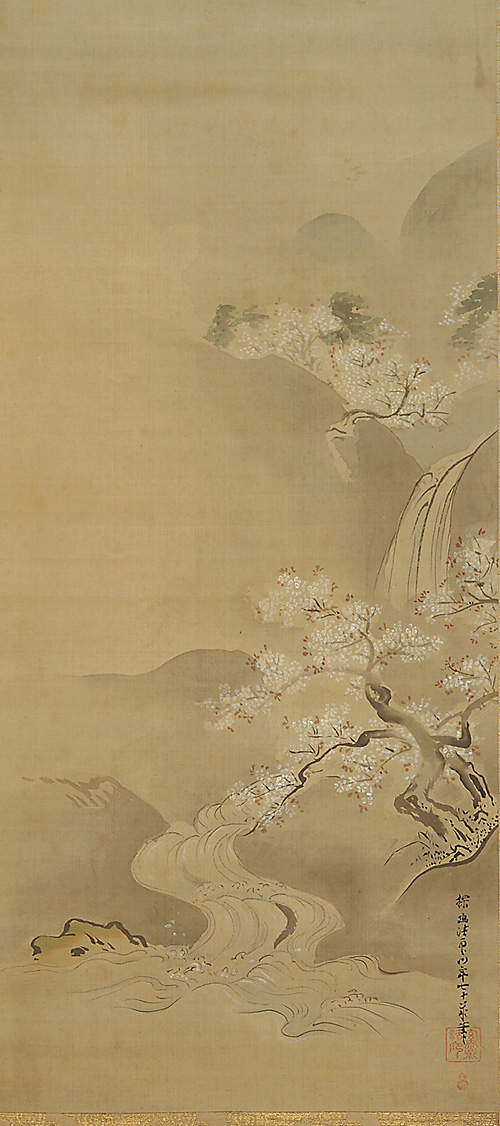
Tanjú

Kanó Eitoku

1600-ban az iskola fő ága Kiotóból Edoba költözött, követve a legfőbb támogatóját a Tokugava sógunátus-t. Az Edo-korszakban az iskola legsikeresebb tagja Tanjú (1602–1674) volt, aki már 15 éves korában a sógunok rezidenciájának a festőjeként volt elnevezve, és akit számtalan, az akkor legfontosabb kastélyok dekorálásával bíztak meg. Tanjú egy sokkal visszafogottabb stílust alkotott, mint ami a legnépszerűbb stílus volt a Mamojama korban. Az új stílus megtestesíti a megújult érdeklődést a monokróm festészet iránt.
Tanjú már nagyon fiatalon elkezdett festeni. Amikor még csak 10 éves volt az apja Takanobu (1571–1618) Eitoku második fia, Edoba vitte, ahol nem mással mint, Tokugava Iejasu -val találkozott a Tokugava sógunátus alapítójával. 2 évvel később a fiú demonstrálta festői képességeit Tokugava Hidetada az akkori sógun előtt, aki „Eitoku reinkarnációjaként” dicsérte őt. 1617-ben a 15 éves Tanjú a sógun hivatalos festőjévé vált és nem sokkal később megalapozta a Kanó iskola új központját Edoban, az új fővárosban. Tanjú ravasz politikai lépései a következő 250 évre biztosította a család vagyoni helyzetét.
1621-ben kapott egy nagy földterületet egy műhelyhez és egy házhoz, pontosan az Edo kastély kapuján kívül, ki taposva ezzel az utat a testvéreinek Nanobunak (1607-1650) és Jasunobunak (1613–1685), hogy ugyan abban a tiszteletben részesüljenek., mint ő. Jaszunobut is adoptálta később a kanó család.
Pályafutását általában három részre szokták osztani. Az első része a késő tizenéves kortól terjed egészen addig amíg még a régi nevét használta az „Uneme” nevet az aláírásain és a pecsétjein. Az nem ismert, hogy pontosan meddig használta ezt a nevet, de körülbelül 1635-ig tehette amikoris felvette a „Tan júszai” nevet. Innentől számítják a második szakaszát egészen 60 éves koráig. Majd pedig az utolsó szakasz, ahol az aláírásába gyakran az életkorát is beleírta.
Kanó Einó (狩野 永納, 1631–1697) a kjó-ganó (a Kanó-iskola egyik aliskolája) egyik legjelentősebb festője volt. Több volt, mint festő. Einóra úgy emlékeznek, mint a Honcsó Gasi (本朝畫史 „Japán festménytörténet”) szerzőjére. Ez a munka tekinthető Japán legkorábbi művészettörténeti művének, ami több mint 400 művészről tartalmazz életrajzokat és ami rengeteg biztos forrást nyújtott később a kutatóknak.

## Téma és stílus
Gyakori témák voltak például a tájképek (gyakran háttérként), állatok és sárkányok, madarak, fák, virágok vagy a magashelyről látszó zsúfolt panorámaképek. Az állatoknak és a növényeknek látszólag gyakran morális vagy politikai jelentőségük volt, de ez ma már nem annyira nyilvánvaló.
Kiotóban a Nidzsó kastélyban látható néhány híres példa arra, hogy nézett ki az iskola dekorációja a kastélyokban. Azt mondják, hogy 1588-ban Tojotomo Hidejoshi összeállított egy körülbelül 100 képből álló utat egy hanamihoz (virágnézés). A kakemonokal (falitekercskép) ellentétben, a tolóajtóknál és paravánképeknél nem volt odaírva a szerző neve a képre, ennek ellenére ritkán okozott nehézséget, kitalálni ki festette az adott képet, mert kevés olyan festő volt, aki egyszerre több stílusban is tudott volna festeni. A paravánképek és tolóajtók festésével egyidőbe, az iskola folytatta a kínai stílusú monokróm ecset technikával készített falitekercsekre festett tájképek készítését is, éppúgy, ahogy más témákat is, mint például a portrék festését is. Sok paravánra és tólóajtóra is készítettek monokróm képeket, de ezeket főképp a kolostorokba készítették. A kanó tus festők nagyon sima(lapos) képeket készítettek, de ezt egyensúlyozta a nagyon részletes és reális ábrázolás az állatokról és más az előtérben lévő témákról, absztrakt gyakran teljesen tiszta, felhőkkel és más elemekkel a háttérben. A negatív tér használata a térhatás keltésére és a köd, felhő, ég vagy óceán ábrázolására a kínai festészetből ered. Ezek a monokróm tus festmények pedig nagyon jó kontrasztot adnak a háttérrel, amit gyakran arany lapokkal raktak ki.